# Sidawangi
Sidawangi is een bestuurslaag in het regentschap Cirebon van de provincie West-Java, Indonesië. Sidawangi telt 5343 inwoners (volkstelling 2010).